# 岐阜県幼稚園一覧
岐阜県幼稚園一覧（ぎふけんようちえんいちらん）は、岐阜県の幼稚園の一覧。ここでは認定こども園のうち、「幼保連携型認定こども園」「幼稚園型認定こども園」についても記述する。認定こども園のうち「保育所型認定こども園」については岐阜県保育所一覧を参照のこと。

## 公立認定こども園（幼保連携型認定こども園）

### 本巣郡
- 北方町立こども園

### 海津市
- 海津市立高須認定こども園
- 海津市立石津認定こども園

### 養老郡

#### 養老町
- 養老町立養老こども園
- 養老町立広幡こども園

- 養老町立船附こども園
- 養老町立こばとこども園

- 養老町立養北こども園

### 安八郡

#### 輪之内町
- 輪之内町立福束こども園
- 輪之内町立大藪こども園
- 輪之内町立仁木こども園

### 加茂郡

#### 川辺町
- 川辺町立川辺町第1こども園
- 川辺町立川辺町第2こども園

### 土岐市
- 土岐市立濃南こども園
- 土岐市立西部こども園
- 土岐市立泉こども園

### 恵那市
- 恵那市立城ケ丘こども園
- 恵那市立大井こども園
- 恵那市立おさしま二葉こども園
- 恵那市立東野こども園
- 恵那市立やまびここども園

- 恵那市立みさとこども園
- 恵那市立武並こども園
- 恵那市立中野方こども園
- 恵那市立飯地こども園
- 恵那市立山岡こども園

- 恵那市立岩村こども園
- 恵那市立明智こども園
- 恵那市立串原こども園
- 恵那市立上矢作こども園

### 中津川市
- 中津川市立坂本こども園
- 中津川市立山口こども園
- 中津川市立阿木こども園
- 中津川市立やさかこども園
- 中津川市立加子母こども園
- 中津川市立蛭川こども園
- 中津川市立落合神坂こども園

## 公立幼稚園

### 岐阜市
- 岐阜市立加納幼稚園
- 岐阜市立岐阜東幼稚園

### 羽島市
- 羽島市立西部幼稚園

### 瑞穂市
- 瑞穂市立ほづみ幼稚園

### 本巣市
- 本巣市立本巣幼稚園
- 本巣市立神海幼稚園
- 本巣市立弾正幼稚園
- 本巣市立真桑幼稚園

- 本巣市立真正幼稚園
- 本巣市立糸貫東幼稚園
- 本巣市立糸貫西幼稚園
- 本巣市立根尾幼稚園

### 大垣市
- 大垣市立西幼稚園
- 大垣市立北幼保園（幼稚園部）
- 大垣市立日新幼保園（幼稚園部）

- 大垣市立安井幼稚園
- 大垣市立綾里幼保園（幼稚園部）
- 大垣市立川並幼稚園

- 大垣市立三城幼保園（幼稚園部）
- 大垣市立荒崎幼保園（幼稚園部）
- 大垣市立赤坂幼保園（幼稚園部）
- 大垣市立青墓幼保園（幼稚園部）

### 安八郡

#### 神戸町
- 神戸町立神戸幼児園
- 神戸町立下宮幼児園
- 神戸町立北幼児園
- 神戸町立南平野幼児園

### 郡上市
- 郡上市立はちまん幼稚園
- 郡上市立幼児教育センターやまびこ園
- 郡上市立幼児教育センターみなみ園

### 可児市
- 可児市立瀬田幼稚園

### 加茂郡

#### 坂祝町
- 坂祝町立坂祝幼稚園

### 多治見市
- 多治見市立養正小学校附属幼稚園
- 多治見市立精華小学校附属愛児幼稚園
- 多治見市立笠原小学校附属幼稚園

- 多治見市立明和幼稚園
- 多治見市立昭和小学校附属幼稚園

### 土岐市
- 土岐市立土岐津小学校附属幼稚園
- 土岐市立駄知小学校附属幼稚園

- 土岐市立泉小学校附属幼稚園
- 土岐市立泉西小学校附属幼稚園

### 瑞浪市
- 瑞浪市立瑞浪幼児園
- 瑞浪市立桔梗幼児園
- 瑞浪市立陶幼児園
- 瑞浪市立稲津幼児園

- 瑞浪市立竜吟幼児園
- 瑞浪市立日吉幼児園
- 瑞浪市立一色幼児園
- 瑞浪市立みどり幼児園

### 中津川市
- 中津川市立中津川幼稚園

## 私立認定こども園（幼保連携型認定こども園）

### 岐阜市
- 黒野こども園
- 認定こども園ながらこどもの森
- 沖ノ橋認定こども園
- 加納西認定こども園
- ひきえ子ども園

- 幼保連携型認定こども園カトレヤこども園
- ハートンこまづめ認定こども園
- 清流認定こども園
- みさとこども園
- 梅林こども園

- かぐや第一こども園
- かぐや第二こども園
- かがしまこども園
- かようこども園

### 羽島市
- まさきこども園
- ひかり泉こども園
- くわばらこども園

### 瑞穂市
- 清流みずほ認定こども園

### 各務原市
- 認定こども園各務保育園
- かわしま育ちの庭
- かわしま学びの庭
- さらき遊びの庭

### 羽島郡

#### 岐南町
- 岐南さくら認定こども園けやきの杜
- 岐南さくら南認定こども園

### 大垣市
- みつづかこども園
- ながさわこども園
- むつみこども園
- あおいこども園

- 幼保連携型認定こども園浅草ひかりにこにこ園
- 幼保連携型認定こども園かみいしづこどもの森

### 不破郡

#### 垂井町
- ハチスチルドレンズセンター

### 揖斐郡

#### 大野町
- 大野保育園
- 豊木認定こども園
- 認定こども園うぐいす
- 幼保連携型認定こども園東さくらこども園

#### 池田町
- 池田こども園
- みどりの森八幡こども園
- 市橋保育園

### 美濃市
- 美濃保育園
- 下牧こども園
- 幼保連携型認定こども園牧谷保育園
- 美濃ふたばこども園

### 加茂郡

#### 坂祝町
- 遊々こども園

### 多治見市
- 幼保連携型認定こども園ジョイフル多治見こども園
- 前畑保育園

### 瑞浪市
- 中京こども園

### 中津川市
- にしこまの森
- 南さくら幼稚園

### 土岐市
- ときつこども園

## 私立認定こども園（幼稚園型認定こども園）

### 岐阜市
- 認定こども園芽含幼稚園

### 各務原市
- 認定こども園だいち
- 認定こども園ひよし幼稚園

### 美濃加茂市
- 認定こども園 山手幼稚園

### 郡上市
- 認定こども園妙高幼稚園

### 揖斐郡

#### 大野町
- 認定こども園大野クローバー幼稚園

## 私立幼稚園

### 岐阜市[1]
- 中部学院大学・中部学院大学短期大学部附属幼稚園
- こばと幼稚園
- こばと西幼稚園
- こばと第3幼稚園
- 若葉第一幼稚園
- 若葉第二幼稚園
- 若葉第三幼稚園
- いづみ中央幼稚園
- 明照幼稚園
- こじか幼稚園
- いづみ第2幼稚園
- はなぞの幼稚園
- ひかり幼稚園
- かぐや第三幼稚園
- まどか幼稚園
- まどか南幼稚園
- ゆりかご幼稚園
- みのり幼稚園
- 芥見幼稚園
- 芥見第二幼稚園
- 東海第一幼稚園
- 東海第二幼稚園
- ながら幼稚園
- サニーサイドインターナショナルスクール
- むつみ幼稚園
- 長森幼稚園
- ながもり第二幼稚園
- くるみ幼稚園
- 岐阜幼稚園
- 天使幼稚園
- ほんごう幼稚園
- 諏訪幼稚園
- 岐阜聖徳学園大学附属幼稚園
- 円徳寺幼稚園（休園中）

### 羽島市
- 羽島幼稚園
- はしま西幼稚園

### 羽島郡

#### 笠松町
- 笠松幼稚園
- 笠松双葉幼稚園

### 本巣郡

#### 北方町
- 北方幼稚園

### 各務原市
- さくら幼稚園
- 子苑第一幼稚園
- 子苑第二幼稚園
- うぬま第一幼稚園
- うぬま第二幼稚園

- うぬま中央幼稚園　※休園中
- 尾崎幼稚園　※休園中
- 合歓の木幼稚園
- 合歓の木南幼稚園
- 那加幼稚園

### 大垣市
- まこと幼稚園
- 大垣幼稚園
- キートスガーデン幼稚園

### 揖斐郡

#### 揖斐川町
- 揖斐幼稚園

#### 池田町
- コスモ幼稚園

### 可児市
- ひめ幼稚園
- 桜ヶ丘幼稚園
- かたびら幼稚園
- かたびら第二幼稚園

- トキワ幼稚園
- 大栄幼稚園
- 今渡幼稚園
- かわい幼稚園

### 可児郡

#### 御嵩町
- みたけ幼稚園

### 高山市
- 高山幼稚園
- 美鳩幼稚園
- 高山短期大学附属幼稚園

### 多治見市
- 菫幼稚園
- 菫根本幼稚園

- 多治見ひまわり幼稚園
- 多治見大和幼稚園

### 関市
- 旭ヶ丘幼稚園
- のぞみ第二幼稚園
- 虹ヶ丘幼稚園

- あかつき幼稚園
- 中部学院大学・中部学院大学短期大学部附属桐が丘幼稚園
- 武芸川幼稚園

### 中津川市
- 杉の子幼稚園
- 誠和幼稚園
- 付知のぞみ幼稚園

### 恵那市
- すずめっこ杉の子幼稚園

### 美濃加茂市
- 古井幼稚園　　※休園中

### 山県市
- はなぞの北幼稚園

### 本巣市
- いづみ北幼稚園　※休園中